# Азимов, Анвар Сарварович
Анва́р Сарва́рович Ази́мов (род. 22 ноября 1950, Ташкент, Узбекская ССР, СССР) — российский дипломат узбекского происхождения. Чрезвычайный и полномочный посол (2009). Сын известного советского писателя и дипломата — Сарвара Алимджановича Азимова.

## Биография
Анвар Азимов родился 22 ноября 1950 года в столице Узбекской ССР — Ташкенте. В 1973 году окончил МГИМО МИД СССР.
На дипломатической работе с 1973 года.
- В 1994—1998 годах — советник-посланник Посольства России в Индии.
- В 1998—2000 годах — заместитель директора Третьего департамента Азии МИД России.
- В 2000—2002 годах — советник-посланник Посольства России в Югославии — представитель России в аппарате Высокого представителя в Боснии и Герцеговине.
- В 2003—2005 годах — заместитель директора Департамента общеевропейского сотрудничества МИД России.
- С 10 октября 2005 по 31 июля 2008 года — чрезвычайный и полномочный посол Российской Федерации в Замбии[1][2].
- С 31 июля 2008 по 7 июня 2011 года — постоянный представитель Российской Федерации при Организации по безопасности и сотрудничеству в Европе (ОБСЕ) в Вене (Австрия)[3][4].
- В 2011—2015 годах — посол по особым поручениям МИД России.
- С 30 июня 2015 по 21 августа 2020 года — чрезвычайный и полномочный посол Российской Федерации в Хорватии[5][6]. Продолжал исполнять обязанности посла до 25 сентября 2020 года[7].

В марте 2017 года глава Сбербанка Герман Греф заявил в связи с ситуацией в хорватской компании Agrokor, что Сбербанк обратился в Министерство иностранных дел России за разъяснением комментариев российского посла в Хорватии относительно взаимоотношений Сбербанка с компанией Agrokor: «Посол вышел за пределы своей компетенции и, конечно, создал некоторые сложности для компании, потому что это вызвало серьезные колебания на рынке».
14 сентября 2020 года президентом Хорватии Зораном Милановичем награждён орденом князя Бранимира с шейной лентой Республики Хорватии — «за большой вклад в развитие российско-хорватских отношений», согласно сообщению на сайте посольства Российской Федерации в Республике Хорватии (орден вручён лично президентом Хорватии Азимову, который продолжал находиться в Хорватии после выхода указа о своём освобождении с должности посла).

## Семья
Женат. Имеет двух сыновей и трех дочерей.

## Награды Российской Федерации
- Орден Почёта (8 июля 2011) — За большой вклад в реализацию внешнеполитического курса Российской Федерации и многолетнюю дипломатическую службу[11]
- Почётная грамота президента Российской Федерации (22 ноября 2012) — За заслуги в реализации внешнеполитического курса Российской Федерации[12]
- Почетная грамота Центральной избирательной комиссии Российской Федерации (22 июля 2015) — За большой вклад в развитие избирательной системы Российской Федерации[13]
- Знак отличия «За безупречную службу»: XL лет (21 ноября 2015) — За большой вклад в реализацию внешнеполитического курса Российской Федерации и многолетнюю добросовестную работу[14]
- Орден Дружбы (20 июля 2020) — за большой вклад в реализацию внешнеполитического курса Российской Федерации и многолетнюю дипломатическую службу[15].

## Дипломатический ранг
- Чрезвычайный и полномочный посланник 2 класса (30 декабря 1996)[16]
- Чрезвычайный и полномочный посланник 1 класса (25 августа 2004)[17]
- Чрезвычайный и полномочный посол (17 ноября 2009)[18].